# Озёра Килларни
Озёра Килларни (англ. Lakes of Killarney) — сеть озёр на юго-западе Ирландии на территории графства Керри около одноименного города Килларни. Включает в себя озёра: Лох-Лейн, Макросс (Среднее) и Верхнее. Все они имеют ледниковое происхождение.
Лох-Лейн является крупнейшим среди трёх водоёмов. Оно находится в Чёрной долине между горами Карантуилл, Торк и Мангертон. Река Лейн соединяет озеро с заливом Дингл. Средняя глубина — 13,4 м, максимальная — 60 м. На восточном берегу Лох-Лейн расположены древние медные рудники, сооруженные более 6 тысяч лет назад. Между озером Макросс и Лох-Лейн есть реликтовая тисовая роща.
Рядом расположен Национальный парк Килларни, замок Росс, Макросс Хаус и аббатство Макросс. На вершине горного хребта, окружающего озёра имеется смотровая площадка «Ladies View».